# Clifton Park (Album)
Clifton Park ist das erste Livealbum der britischen Indie-Rock-Band The Reytons. Das Album erschien am 13. Dezember 2024 im Selbstverlag.

## Entstehung
Am 6. Juli 2024 spielten die Reytons ihr bis dato größtes Konzert im Clifton Park in Rotherham, der Heimatstadt der Band. Die Veranstaltung war ein eintägiges Festival mit den Vorgruppen The Rosadocs, Andrew Cushin, Lucy Spraggan, Little Man Tate und Jamie Webster. Es kamen rund 20000 Zuschauer, was das Festival zur größten musikalischen Veranstaltung der Stadtgeschichte machte. The Reytons spielten darüber hinaus das erste Konzert im Clifton Park seit dem Auftritt von T. Rex im Jahre 1971. Eine Studie der Sheffield Hallam University ergab, dass das Konzert eine Million Pfund zur Wirtschaft der Stadt Rotherham beisteuerte.
Bei den Titeln What Have We Done?, Who Were There?, We’re All Reytons Aren’t We?, Where It All Began…, Wheter We Were Invited or Not und What a Fucking Journey for the… handelt es sich um Ansprachen des Sängers Jonny Yerrell.

## Titelliste
| 1. Red Smoke – 2:56 2. Adrenaline – 2:58 3. Let Me Breathe – 3:44 4. What Have We Done? – 2:09 5. Harrison Lesser – 3:23 6. Retro Emporium – 2:44 7. Headache – 3:57 8. Who Were There? – 3:05 9. Antibiotics – 3:04 10. Market Street – 3:18 11. 2006 – 3:06 12. We’re All Reytons Aren’t We? – 3:05 13. Cash in Hand & Fake IDs – 3:24 14. Knees Up – 2:57 | 1. Low Life – 2:56 2. Landslide – 3:16 3. Shoebox – 3:44 4. Where It All Began… – 3:36 5. Slice of Lime – 3:55 6. On the Back Burner – 2:08 7. Billy Big Bollocks – 4:01 8. Wheter We Were Invited or Not – 0:47 9. Uninvited – 2:36 10. Broke Boys Cartel – 3:04 11. Trials and Tribulations – 3:33 12. What a Fucking Journey for the… – 2:06 13. Kids Off the Estate – 4:23 |

## Chartplatzierungen
| ChartsChartplatzierungen     | Höchstplatzierung | Wochen |
| ---------------------------- | ----------------- | ------ |
| Vereinigtes Königreich (OCC) | 5 (… Wo.)         | …      |